# Canadá nos Jogos Olímpicos de Inverno de 1928

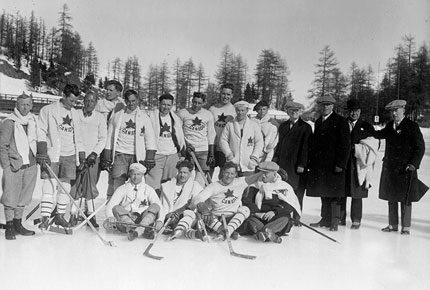
Medalha de ouro do Canadá vencendo o time de hóquei no gelo dos Jogos Olímpicos de Inverno de 1928.

O Canadá mandou 23 competidores que disputaram seis modalidades nos Jogos Olímpicos de Inverno de 1928, em St. Moritz, na Suíça. A delegação conquistou 1 medalha de ouro.